# Green Island, Ottawa
Green Island är en ö i Kanada.   Den ligger i staden Ottawa i provinsen Ontario, i den sydöstra delen av landet. 
Runt Green Island är det i huvudsak tätbebyggt. Runt Green Island är det mycket tätbefolkat, med 3 022 invånare per kvadratkilometer.